# 이브 세르네일스
이브 세르네일스(네덜란드어: Ives Serneels, 1972년 10월 16일 ~ )는 벨기에의 전 축구 선수이자 현 축구 지도자로 선수 시절 포지션은 수비수였으며 2011년부터 2024년까지 벨기에 여자 축구 국가대표팀의 감독을 역임했다.

## 선수 시절
1990년 리르서 SK에서 데뷔한 이후 2004년 은퇴할 때까지 14년간 KVC 베스테를로, 덴데를레이우 EH, 데설 스포르트에서 14년간 선수로 활동하며 리르서의 1996-97 리그 우승, 1997년 벨기에 슈퍼컵 우승, 1998-99 벨기에컵 우승, 베스테를로의 2000-01 벨기에컵 우승, 2001 벨기에 슈퍼컵 준우승 등에 공헌했으며 2003년부터 2006년까지는 데설 스포르트의 플레잉코치로 활동하기도 했다.

## 지도자 경력

### 초기 경력
3년간 데설 스포르트의 플레잉 코치로 활동 후 2007년 베르험 스포르트의 감독을 잠시 맡았고 2008년부터 2011년까지 리르서 유스팀과 리르서 여자팀의 감독을 역임했다.

### 벨기에 여자 대표팀
2011년 3월부터 벨기에 여자 대표팀의 감독으로 임명된 후 같은 해 9월 17일 헝가리와의 UEFA 여자 유로 2013 예선 3조 1차전에서 벨기에 여자 대표팀 감독으로 첫 국제 대회 데뷔전을 치렀고 비록 조 3위로 아쉽게 여자 유로 대회 본선에는 오르지 못했지만 10경기 6승 2무 2패의 호성적을 거두었다.
또한 2015년 FIFA 여자 월드컵 유럽 지역 예선에서도 벨기에의 사상 첫 여자 월드컵 본선행은 이끌지 못했지만 6승 1무 3패·5조 3위의 나쁘지 않은 성적을 거두며 벨기에 여자 축구 역사상 월드컵 지역 예선 최다 승점 기록 경신을 이끌었다.
이후 UEFA 여자 유로 2017 예선에서 5승 2무 1패로 잉글랜드에 이어 7조 2위로 벨기에 여자 축구의 사상 첫 유로 대회 본선이자 메이저 대회 본선행을 이끌었고 본선에서는 1승 2패·A조 3위로 조별리그에서 탈락했지만 2차전에서 북유럽 여자 축구 강호이자 여자 유로 대회 2회 우승국 노르웨이를 2-0으로 꺾는 파란을 일으켰다.
그리고 2019년 FIFA 여자 월드컵 유럽 지역 예선에서도 6승 1무 1패·6조 2위로 사상 첫 월드컵 지역 예선 플레이오프 진출의 쾌거를 이끌었지만 플레이오프 1라운드에서 스위스에 원정 다득점에서 밀리면서 아쉽게 사상 첫 여자 월드컵 본선행이 좌절되었다.
그 후 UEFA 여자 유로 2022 예선을 통해 2회 연속 여자 유로 대회 본선 무대를 밟았고 이 대회 본선에서도 D조 2위로 8강에 오르며 메이저 대회 본선 역대 최고 성적을 이끌었으며 2023년 FIFA 여자 월드컵 유럽 지역 예선 F조에서도 7승 1무 2패·조 2위로 2회 연속 플레이오프 진출을 이끌었으나 플레이오프 1라운드에서 포르투갈에 1-2로 패하며 또 다시 예선 탈락의 고배를 마셨다.
그래도 2019년 키프로스컵에서는 팀을 3위로 올려놓았고 2020년에 열린 피나타르컵 4개국 친선 국제 축구 대회에서는 팀의 사상 첫 국제 대회 우승을 이끌었다.